# Светско првенство у фудбалу 2022.
Светско првенство у фудбалу 2022. (службени назив: 2022 FIFA World Cup Qatar™) било је 22. Светско фудбалско првенство које је одржано у Катару од 20. новембра до 18. децембра 2022. Први пут је арапска држава била домаћин такмичења, а и по први пут се Светско првенство одржало на Блиском истоку и у већински муслиманској земљи. Формат је био исти као и на претходних шест првенстава — учествовало је 32 репрезентације, укључујући репрезентацију земље домаћина. Уједно се последњи пут на првенству такмичило 32 репрезентације јер ће се од наредног такмичити 48 репрезентација.
Првенство се није одржало током уобичајених месеци, тј. јуна и јула, већ се одржало при крају новембра и прве половине децембра. Такође је краће трајало од претходних првенстава будући да је трајало 29 дана. Финале се одржало 18. децембра 2022. што је уједно био и Дан државности Катара.
Избор Катара за домаћина Светског првенства био је предмет многих контроверзи. Лош однос према радницима, мањак људских права, прогон припадника ЛГБТ+ популације као и катарска изразито топла и сува клима и недостатак фудбалске културе и традиције само су неки од разлога који су изазвали сумњу код неких у праведност одабира Катара за домаћина Мундијала. Између осталих, бивши председник Фифе Сеп Блатер изјавио је да је додељивање домаћинства Катару била грешка као и да је то урађено због новца.

## Избор домаћина
Конкурс за домаћинство на првенству 2018. и 2022. године је почео у јануару 2009. године, тако да су национални савези имали рок да се пријаве за домаћинство до 2. фебруара 2009. године. Првобитно је конкурисало 11 савеза за домаћинство 2018. године, али је касније Мексико одустао од конкурисања, док је понуда Индонезије одбијена од стране ФИФЕ у фебруару 2010. године након што индонезијски савез није послао писмо влади Индонезије како би они подржали понуду. Званичници из Индонезије нису донели одлуку за домаћинство 2026. године, док Катар није добио домаћинство 2022. године. Током конкурисања, сви савези који нису из Европе су повукли своје понуде за домаћинство 2018. године чиме је било гарантовано да ће се првенство 2018. одржати у Европи, тиме онемогућивши савезима из Европе да шаљу своје понуде за домаћинство 2022. године.
На крају је пристигло пет понуда за домаћинство 2022. године: Аустралија, Јапан, Јужна Кореја, Катар и САД. Извршни комитет састављен од 22 члана је у Цириху 2. децембра 2010. гласао за избор домаћина првенства и 2018. и 2022. године. Два члана извршног комитета су била суспендована са гласања јер су осумњичени за корупцију. Одлука да се првенство 2022. године одржи у Катару, која је сматрана огромним ризиком, изазвала је бројне контроверзе у јавности. Ова одлука је била жестоко критикована од стране јавности сматрајући да је она део Фифиног корупционашког скандала из 2015. године и прања новца.
Резултати гласања извршног комитета:
| Држава           | Први круг | Други круг | Трећи круг | Четврти круг |
| ---------------- | --------- | ---------- | ---------- | ------------ |
| Катар            | 11        | 10         | 11         | 14           |
| Сједињене Државе | 3         | 5          | 6          | 8            |
| Јужна Кореја     | 4         | 5          | 5          |              |
| Јапан            | 3         | 2          |            |              |
| Аустралија       | 1         |            |            |              |

## Квалификације
Шест континенталних конфедерација Фифе организује своја квалификациона такмичења. Све репрезентације чланице Фифе, којих је било 211 пре почетка квалификација, имале су право да учествују у квалификацијама. Катар се, као домаћин, аутоматски квалификовао за првенство, али је АФК обавезао Катар да учествује у азијској квалификационој фази, јер су прва два кола представљала и квалификације за АФК Азијски куп 2023. Пошто је Катар стигао до последње фазе као победник у својој групи, Либан, пети најбољи другопласирани тим, пласирао се у завршну фазу уместо Катара. Актуелни победник Светског првенства — Француска, такође је морала да учествује у квалификацијама како би се пласирала на првенство. Света Луција је првобитно требало да учествује у квалификацијама, али се повукла из њих пре првог меча, који је требало да одигра против Никарагве, због корона вируса. Северна Кореја се повукла из квалификација након два одиграна меча, због безбедносних забринутости у вези са пандемијом ковида 19. Америчка Самоа и Самоа су се повукле пре жреба за квалификације у ОФК конфедерацији. Тонга се повукла након ерупције вулкана Хунга Тонга–Хунга 2022. и цунамија. Због избијања ковида 19 у тимовима, Вануату и Кукова Острва су се такође повукли због ограничења путовања.
| Регион                              | Квалификације |
| ----------------------------------- | ------------- |
| Европа                              | 13 од 55      |
| Јужна Америка                       | 4+1 од 10     |
| Северна, Централна Америка и Кариби | 3+1 од 35     |
| Азија                               | 5+1 од 46     |
| Африка                              | 5 од 54       |
| Океанија                            | 0+1 од 11     |

### Репрезентације које су се квалификовале
На Светско првенство квалификовале су се 32 репрезентације, од којих су 24 учествовале на првенству 2018. Једини дебитант је био Катар, који је био први домаћин дебитант на Светском првенству након Италије која је као домаћин дебитовала на првенству 1934. Репрезентације Холандије, Еквадора, Гане, Камеруна и САД се враћају након што су пропустиле првенство 2018. Канада се пласирала након 36 година и првенства 1986. када је једини пут учествовала на првенству. Велс се пласирао на првенство након 64 године и првенства 1958, што је рекордна разлика између два учешћа на првенству за неку репрезентацију из Европе.
Четвороструки светски шампион и актуелни европски шампион — Италија, није се квалификовала на друго првенство заредом, што јој се десило први пут у историји, изгубивши у полуфиналу баража од Северне Македоније. Италија је једини бивши светски шампион који није успио да се квалификује, док је такође четврта репрезентација која се није пласирала на Светско првенство након што је претходно освојила Европско, после Чехословачке 1978, Данске 1994. и Грчке 2006. Домаћин претходног првенства — Русија је дисквалификована због руске инвазије на Украјину. Победник Копа Америке 2015. и 2016. — Чиле, није се квалификовао на друго првенство заредом. Нигерија је испала од Гане захваљујући голу у гостима, у финалу баража КАФ квалификација и није се пласирала на првенство после три учешћа заредом и шест од последњих седам на којима је учествовала. Репрезентације које су учествовале на првенству 2018, као што су Египат, Панама, Колумбија, Перу, Исланд и Шведска, такође се нису пласирале на првенство.
| АФК (6) - Аустралија - Иран - Јапан - Јужна Кореја - Катар (домаћин) - Саудијска Арабија КАФ (5) - Гана - Камерун - Мароко - Сенегал - Тунис | КОНКАКАФ (4) - Канада - Костарика - Мексико - Сједињене Државе КОНМЕБОЛ (4) - Аргентина - Бразил - Еквадор - Уругвај ОФК (0) - Нико се није квалификовао | УЕФА (13) - Белгија - Велс - Данска - Енглеска - Немачка - Пољска - Португал - Србија - Француска - Холандија - Хрватска - Швајцарска - Шпанија |

## Судије
На дан 19. маја 2022. Фифа је објавила списак од 36 судија, 69 помоћних судија и 24 ВАР судије за првенство. Међу 36 главних судија, Фифа је изабрала по двоје из Аргентине, Бразила, Енглеске и Француске, док је из осталих држава изабран по један судија.
Међу 36 судија, изабране су и три жене: Стефани Фрапар из Француске, Салима Мукансанга из Руанде и Јошими Јамашита из Јапана, које су постале прве жене које суде Светско првенство за мушкарце. Осим главних, три жене су изабране и за помоћне судије. Фрапар је претходно судила финале Светског првенства за жене 2019. Судија из Гамбије — Бакари Гасама, као и помоћни судија из Аргентине — Хуан Пабло Белати, суде на трећем Светском првенству; Белати је био помоћни судија у финалу Светског првенства 2018. Остале судије које суде на Светском првенству по други пут су Сесар Артуро Рамос из Мексика, Џани Сиказве из Замбије, као и помоћни судија из Ирана Мохамадреза Мансури.
На списку нема Нестора Питане, који је судио финале првенства 2018, као ни Феликса Бриха и Џунејта Чакира, док су Дамир Скомина, Бјорн Кејперс и Милорад Мажић завршили каријеру.
Мајкл Оливер и Ентони Тејлор изабрани су међу 36 судија, чиме су се енглеске судије вратиле на Светско првенство, након што ниједан судија из Енглеске није судио на првенству 2018. што је био први пут да енглеске судије не суде на Светском првенству од 1938.

## Стадиони
Првих пет предложених градова домаћина су објављени у марту 2010. Стадиони ће имати кулинг технологију како би смањили температуру до 20 степени Целзијусових. Катар се залаже за стадионе да имају културне и историјске аспекте те земље. Катар се залаже да се изграде стадиони са највишом одрживошћу и стандардима заштите животне средине. Стадиони су опремљени са системима за хлађење.
Иако је до априла 2017. Фифа још морала да утврди број стадиона које је Катар већ морао имати спремне 5 година унапред, Катарски комитет је потврдио да се очекује да ће бити 8 стадиона.
У јануару 2019. Инфантино је изјавио да је Фифа истраживала могућност да и комшијске земље буду домаћини током турнира ради смањивања политичких тензија.
| Лусаил                     | Доха                                              | Доха                                              |
| -------------------------- | ------------------------------------------------- | ------------------------------------------------- |
| Стадион Лусаил Ајконик     | Стадион 974                                       | Стадион Ел Тумама                                 |
| Капацитет: 80.000          | Капацитет: 40.000                                 | Капацитет: 40.000                                 |
|                            |                                                   |                                                   |
| Хор                        | ЛусаилДохаХорВакраРајан Градови домаћини у Катару | ЛусаилДохаХорВакраРајан Градови домаћини у Катару |
| Стадион Ел Бајт            | ЛусаилДохаХорВакраРајан Градови домаћини у Катару | ЛусаилДохаХорВакраРајан Градови домаћини у Катару |
| Капацитет: 60.000          | ЛусаилДохаХорВакраРајан Градови домаћини у Катару | ЛусаилДохаХорВакраРајан Градови домаћини у Катару |
|                            | ЛусаилДохаХорВакраРајан Градови домаћини у Катару | ЛусаилДохаХорВакраРајан Градови домаћини у Катару |
| Вакра                      | ЛусаилДохаХорВакраРајан Градови домаћини у Катару | ЛусаилДохаХорВакраРајан Градови домаћини у Катару |
| Стадион Ел Џануб           | ЛусаилДохаХорВакраРајан Градови домаћини у Катару | ЛусаилДохаХорВакраРајан Градови домаћини у Катару |
| Капацитет: 40.000          | ЛусаилДохаХорВакраРајан Градови домаћини у Катару | ЛусаилДохаХорВакраРајан Градови домаћини у Катару |
|                            | ЛусаилДохаХорВакраРајан Градови домаћини у Катару | ЛусаилДохаХорВакраРајан Градови домаћини у Катару |
| Рајан                      |                                                   |                                                   |
| Међународни стадион Халифа | Стадион Едукејшн сити                             | Стадион Ахмед ибн Али                             |
| Капацитет: 40.000          | Капацитет: 45.350                                 | Капацитет: 44.740                                 |
|                            |                                                   |                                                   |

## Жреб
Жреб је одржан 1. априла 2022. у Доха изложбеном центру у Дохи. Имена три репрезентације нису биле познате за време жреба. 32 репрезентације ду биле распоређене у 4 шешира на основу Фифине ранг-листе закључно до 31. марта 2022. године. Шешир 1 је садржао репрезентацију Катара као домаћина и седам највише позиционираних на листи који су се квалификовали. Шешир 2 садржи следећих 8 највише рангираних квалификованих репрезентација плус наредних 8 у шеширу 3, док се шешир 4 састојао од 5 најниже рангираних квалификованих репрезентација плус два победника интерконтиненталних баража као и победника европског баража пута А који су одиграни после жреба. Распоред шешира је био следећи:
| Шешир 1 | Шешир 2 | Шешир 3 | Шешир 4 |
| --- | --- | --- | --- |
| - Катар (51) - Бразил (1) - Белгија (2) - Француска (3) - Аргентина (4) - Енглеска (5) - Шпанија (7) - Португал (8) | - Мексико (9) - Холандија (10) - Данска (11) - Немачка (12) - Уругвај (13) - Швајцарска (14) - Сједињене Државе (15) - Хрватска (16) | - Сенегал (20) - Иран (21) - Јапан (23) - Мароко (24) - Србија (25) - Пољска (26) - Јужна Кореја (29) - Тунис (35) | - Велс (18) - Костарика (31) - Камерун (37) - Канада (38) - Аустралија (42) - Еквадор (46) - Саудијска Арабија (49) - Гана (60) |

Напомене:

1. ↑  Директно смештена у групи А као домаћин турнира.
2. ↑  Победник УЕФА баража пут А. Име ове репрезентације није било познато за време жреба.
3. ↑  Победник баража КОНКАКАФ-ОФК. Име ове репрезентације није било познато за време жреба.
4. ↑  Победник баража АФК-КОНМЕБОЛ. Име ове репрезентације није било познато за време жреба.

## Групна фаза
| Група А Група Б Група Ц Група Д | Група Е Група Ф Група Г Група Х |

### Група А
|    | Табела групе А | И | Д | Н | И | ДГ | ПГ | ГР | Бод. |
| -- | -------------- | - | - | - | - | -- | -- | -- | ---- |
| 1. | Холандија      | 3 | 2 | 1 | 0 | 5  | 1  | +4 | 7    |
| 2. | Сенегал        | 3 | 2 | 0 | 1 | 5  | 4  | +1 | 6    |
| 3. | Еквадор        | 3 | 1 | 1 | 1 | 4  | 3  | +1 | 4    |
| 4. | Катар          | 3 | 0 | 0 | 3 | 1  | 7  | −6 | 0    |

| Катар | 0 : 2  | Еквадор                   |
| ----- | ------ | ------------------------- |
|       | Детаљи | Валенсија 16’ (пен.), 31’ |

| Сенегал | 0 : 2  | Холандија                |
| ------- | ------ | ------------------------ |
|         | Детаљи | Гакпо 84’ · Класен 90+9’ |

| Катар       | 1 : 3  | Сенегал                              |
| ----------- | ------ | ------------------------------------ |
| Мунтари 78’ | Детаљи | Дија 41’ · Диједију 48’ · Дијенг 84’ |

| Холандија | 1 : 1  | Еквадор       |
| --------- | ------ | ------------- |
| Гакпо 6’  | Детаљи | Валенсија 49’ |

| Еквадор     | 1 : 2  | Сенегал                       |
| ----------- | ------ | ----------------------------- |
| Кајседо 68’ | Детаљи | Сар 44’ (пен.) · Кулибали 70’ |

| Холандија               | 2 : 0  | Катар |
| ----------------------- | ------ | ----- |
| Гакпо 26’ · Де Јонг 50’ | Детаљи |       |

### Група Б
|    | Табела групе Б   | И | Д | Н | И | ДГ | ПГ | ГР | Бод. |
| -- | ---------------- | - | - | - | - | -- | -- | -- | ---- |
| 1. | Енглеска         | 3 | 2 | 1 | 0 | 9  | 2  | +7 | 7    |
| 2. | Сједињене Државе | 3 | 1 | 2 | 0 | 2  | 1  | +1 | 5    |
| 3. | Иран             | 3 | 1 | 0 | 2 | 4  | 7  | −3 | 3    |
| 4. | Велс             | 3 | 0 | 1 | 2 | 1  | 6  | −5 | 1    |

| Енглеска                                                                 | 6 : 2  | Иран                      |
| ------------------------------------------------------------------------ | ------ | ------------------------- |
| Белингам 35’ · Сака 43’, 62’ · Стерлинг 45+1’ · Рашфорд 71’ · Грилиш 90’ | Детаљи | Тареми 65’, 90+13’ (пен.) |

| Сједињене Државе | 1 : 1  | Велс            |
| ---------------- | ------ | --------------- |
| Веа 36’          | Детаљи | Бејл 82’ (пен.) |

| Велс | 0 : 2  | Иран                          |
| ---- | ------ | ----------------------------- |
|      | Детаљи | Чешми 90+8’ · Разаејан 90+11’ |

| Енглеска | 0 : 0  | Сједињене Државе |
| -------- | ------ | ---------------- |
|          | Детаљи |                  |

| Велс | 0 : 3  | Енглеска                     |
| ---- | ------ | ---------------------------- |
|      | Детаљи | Рашфорд 50’, 68’ · Фоден 52’ |

| Иран | 0 : 1  | Сједињене Државе |
| ---- | ------ | ---------------- |
|      | Детаљи | Пулишић 38’      |

### Група Ц
|    | Табела групе Ц    | И | Д | Н | И | ДГ | ПГ | ГР | Бод. |
| -- | ----------------- | - | - | - | - | -- | -- | -- | ---- |
| 1. | Аргентина         | 3 | 2 | 0 | 1 | 5  | 2  | +3 | 6    |
| 2. | Пољска            | 3 | 1 | 1 | 1 | 2  | 2  | 0  | 4    |
| 3. | Мексико           | 3 | 1 | 1 | 1 | 2  | 3  | −1 | 4    |
| 4. | Саудијска Арабија | 3 | 1 | 0 | 2 | 3  | 5  | −2 | 3    |

| Аргентина       | 1 : 2  | Саудијска Арабија             |
| --------------- | ------ | ----------------------------- |
| Меси 10’ (пен.) | Детаљи | Ел Шехри 48’ · Ел Давсари 53’ |

| Мексико | 0 : 0  | Пољска |
| ------- | ------ | ------ |
|         | Детаљи |        |

| Пољска                          | 2 : 0  | Саудијска Арабија |
| ------------------------------- | ------ | ----------------- |
| Зјелињски 39’ · Левандовски 82’ | Детаљи |                   |

| Аргентина                | 2 : 0  | Мексико |
| ------------------------ | ------ | ------- |
| Меси 64’ · Фернандез 87’ | Детаљи |         |

| Пољска | 0 : 2  | Аргентина                    |
| ------ | ------ | ---------------------------- |
|        | Детаљи | Макалистер 47’ · Алварез 68’ |

| Саудијска Арабија | 1 : 2  | Мексико                |
| ----------------- | ------ | ---------------------- |
| Ел Давсари 90+5’  | Детаљи | Мартин 48’ · Чавез 52’ |

### Група Д
|    | Табела групе Д | И | Д | Н | И | ДГ | ПГ | ГР | Бод. |
| -- | -------------- | - | - | - | - | -- | -- | -- | ---- |
| 1. | Француска      | 3 | 2 | 0 | 1 | 6  | 3  | +3 | 6    |
| 2. | Аустралија     | 3 | 2 | 0 | 1 | 3  | 4  | −1 | 6    |
| 3. | Тунис          | 3 | 1 | 1 | 1 | 1  | 1  | 0  | 4    |
| 4. | Данска         | 3 | 0 | 1 | 2 | 1  | 3  | −2 | 1    |

| Данска | 0 : 0  | Тунис |
| ------ | ------ | ----- |
|        | Детаљи |       |

| Француска                             | 4 : 1  | Аустралија |
| ------------------------------------- | ------ | ---------- |
| Рабио 27’ · Жиру 32’, 71’ · Мбапе 68’ | Детаљи | Гудвин 9’  |

| Тунис | 0 : 1  | Аустралија |
| ----- | ------ | ---------- |
|       | Детаљи | Дјук 23’   |

| Француска      | 2 : 1  | Данска         |
| -------------- | ------ | -------------- |
| Мбапе 61’, 86’ | Детаљи | Кристенсен 68’ |

| Аустралија | 1 : 0  | Данска |
| ---------- | ------ | ------ |
| Леки 60’   | Детаљи |        |

| Тунис     | 1 : 0  | Француска |
| --------- | ------ | --------- |
| Хазри 58’ | Детаљи |           |

### Група Е
|    | Табела групе Е | И | Д | Н | И | ДГ | ПГ | ГР | Бод. |
| -- | -------------- | - | - | - | - | -- | -- | -- | ---- |
| 1. | Јапан          | 3 | 2 | 0 | 1 | 4  | 3  | +1 | 6    |
| 2. | Шпанија        | 3 | 1 | 1 | 1 | 9  | 3  | +6 | 4    |
| 3. | Немачка        | 3 | 1 | 1 | 1 | 6  | 5  | +1 | 4    |
| 4. | Костарика      | 3 | 1 | 0 | 2 | 3  | 11 | −8 | 3    |

| Немачка             | 1 : 2  | Јапан                |
| ------------------- | ------ | -------------------- |
| Гундоган 33’ (пен.) | Детаљи | Доан 75’ · Асано 83’ |

| Шпанија                                                                              | 7 : 0  | Костарика |
| ------------------------------------------------------------------------------------ | ------ | --------- |
| Олмо 11’ · Асенсио 21’ · Торес 31’ (пен.), 54’ · Гави 74’ · Солер 90’ · Мората 90+2’ | Детаљи |           |

| Јапан | 0 : 1  | Костарика |
| ----- | ------ | --------- |
|       | Детаљи | Фулер 81’ |

| Шпанија    | 1 : 1  | Немачка     |
| ---------- | ------ | ----------- |
| Мората 62’ | Детаљи | Филкриг 83’ |

| Јапан                 | 2 : 1  | Шпанија    |
| --------------------- | ------ | ---------- |
| Доан 48’ · Танака 51’ | Детаљи | Мората 11’ |

| Костарика               | 2 : 4  | Немачка                                    |
| ----------------------- | ------ | ------------------------------------------ |
| Техеда 58’ · Варгас 70’ | Детаљи | Гнабри 10’ · Хаверц 73’, 85’ · Филкруг 89’ |

### Група Ф
|    | Табела групе Ф | И | Д | Н | И | ДГ | ПГ | ГР | Бод. |
| -- | -------------- | - | - | - | - | -- | -- | -- | ---- |
| 1. | Мароко         | 3 | 2 | 1 | 0 | 4  | 1  | +3 | 7    |
| 2. | Хрватска       | 3 | 1 | 2 | 0 | 4  | 1  | +3 | 5    |
| 3. | Белгија        | 3 | 1 | 1 | 1 | 1  | 2  | −1 | 4    |
| 4. | Канада         | 3 | 0 | 0 | 3 | 2  | 7  | −5 | 0    |

| Мароко | 0 : 0  | Хрватска |
| ------ | ------ | -------- |
|        | Детаљи |          |

| Белгија      | 1 : 0  | Канада |
| ------------ | ------ | ------ |
| Батшуаји 44’ | Детаљи |        |

| Белгија | 0 : 2  | Мароко                     |
| ------- | ------ | -------------------------- |
|         | Детаљи | Сабири 73’ · Абухлал 90+2’ |

| Хрватска                                     | 4 : 1  | Канада    |
| -------------------------------------------- | ------ | --------- |
| Крамарић 36’, 70’ · Ливаја 44’ · Мајер 90+4’ | Детаљи | Дејвис 2’ |

| Хрватска | 0 : 0  | Белгија |
| -------- | ------ | ------- |
|          | Детаљи |         |

| Канада           | 1 : 2  | Мароко                    |
| ---------------- | ------ | ------------------------- |
| Агуерд 40’ (аг.) | Детаљи | Ен Несири 36’ · Зијеш 44’ |

### Група Г
|    | Табела групе Г | И | Д | Н | И | ДГ | ПГ | ГР | Бод. |
| -- | -------------- | - | - | - | - | -- | -- | -- | ---- |
| 1. | Бразил         | 3 | 2 | 0 | 1 | 3  | 1  | +2 | 6    |
| 2. | Швајцарска     | 3 | 2 | 0 | 1 | 4  | 3  | +1 | 6    |
| 3. | Камерун        | 3 | 1 | 1 | 1 | 4  | 4  | 0  | 4    |
| 4. | Србија         | 3 | 0 | 1 | 2 | 5  | 8  | −3 | 1    |

| Швајцарска | 1 : 0  | Камерун |
| ---------- | ------ | ------- |
| Емболо 48’ | Детаљи |         |

| Бразил              | 2 : 0  | Србија |
| ------------------- | ------ | ------ |
| Ришарлизон 62’, 73’ | Детаљи |        |

| Камерун                                        | 3 : 3  | Србија                                                 |
| ---------------------------------------------- | ------ | ------------------------------------------------------ |
| Кастелето 29’ · Абубакар 64’ · Шупо Мотинг 66’ | Детаљи | Павловић 45+1’ · Милинковић Савић 45+3’ · Митровић 53’ |

| Бразил       | 1 : 0  | Швајцарска |
| ------------ | ------ | ---------- |
| Каземиро 83’ | Детаљи |            |

| Србија                      | 2 : 3  | Швајцарска                            |
| --------------------------- | ------ | ------------------------------------- |
| Митровић 26’ · Влаховић 35’ | Детаљи | Шаћири 20’ · Емболо 44’ · Фројлер 48’ |

| Камерун      | 1 : 0  | Бразил |
| ------------ | ------ | ------ |
| Абубакар 90’ | Детаљи |        |

### Група Х
|    | Табела групе Х | И | Д | Н | И | ДГ | ПГ | ГР | Бод. |
| -- | -------------- | - | - | - | - | -- | -- | -- | ---- |
| 1. | Португал       | 3 | 2 | 0 | 1 | 6  | 2  | +4 | 6    |
| 2. | Јужна Кореја   | 3 | 1 | 1 | 1 | 4  | 4  | 0  | 4    |
| 3. | Уругвај        | 3 | 1 | 1 | 1 | 2  | 2  | 0  | 4    |
| 4. | Гана           | 3 | 1 | 0 | 2 | 5  | 7  | −2 | 3    |

| Уругвај | 0 : 0  | Јужна Кореја |
| ------- | ------ | ------------ |
|         | Детаљи |              |

| Португал                                   | 3 : 2  | Гана                 |
| ------------------------------------------ | ------ | -------------------- |
| Роналдо 65’ (пен.) · Феликс 78’ · Леао 80’ | Детаљи | Ају 73’ · Букари 89’ |

| Јужна Кореја     | 2 : 3  | Гана                          |
| ---------------- | ------ | ----------------------------- |
| Гјусунг 58’, 61’ | Детаљи | Салису 24’ · Мохамед 34’, 68’ |

| Португал                    | 2 : 0  | Уругвај |
| --------------------------- | ------ | ------- |
| Фернандес 54’, 90+3’ (пен.) | Детаљи |         |

| Гана | 0 : 2  | Уругвај               |
| ---- | ------ | --------------------- |
|      | Детаљи | Де Араскаета 26’, 32’ |

| Јужна Кореја            | 2 : 1  | Португал |
| ----------------------- | ------ | -------- |
| Јангвон 27’ · Хичан 90’ | Детаљи | Орта 5’  |

## Елиминациона фаза
|  | Осмина финала                       | Осмина финала                   |                                 |       | Четвртфинале | Четвртфинале |                               |                               | Полуфинале | Полуфинале |  |  | Финале | Финале |
|  |                                     |                                 |                                 |       |              |              |                               |                               |            |            |  |  |        |        |
|  | 3. децембар — Рајан (Халифа)        |                                 |                                 |       |              |              |                               |                               |            |            |  |  |        |        |
|  |                                     |                                 |                                 |       |              |              |                               |                               |            |            |  |  |        |        |
|  | Холандија                           | 3                               |                                 |       |              |              |                               |                               |            |            |  |  |        |        |
|  | Холандија                           | 3                               | 9. децембар — Лусаил            |       |              |              |                               |                               |            |            |  |  |        |        |
|  | Сједињене Државе                    | 1                               |                                 |       |              |              |                               |                               |            |            |  |  |        |        |
|  | Сједињене Државе                    | 1                               | Холандија                       | 2 (3) |              |              |                               |                               |            |            |  |  |        |        |
|  | 3. децембар — Рајан (Ахмед ибн Али) |                                 | Холандија                       | 2 (3) |              |              |                               |                               |            |            |  |  |        |        |
|  |                                     | Аргентина (пен.)                | 2 (4)                           |       |              |              |                               |                               |            |            |  |  |        |        |
|  | Аргентина                           | Аргентина (пен.)                | 2 (4)                           | 2     |              |              |                               |                               |            |            |  |  |        |        |
|  | Аргентина                           |                                 | 13. децембар — Лусаил           | 2     |              |              |                               |                               |            |            |  |  |        |        |
|  | Аустралија                          | 1                               |                                 |       |              |              |                               |                               |            |            |  |  |        |        |
|  | Аустралија                          | 1                               | Аргентина                       | 3     |              |              |                               |                               |            |            |  |  |        |        |
|  | 5. децембар — Вакра                 |                                 | Аргентина                       | 3     |              |              |                               |                               |            |            |  |  |        |        |
|  |                                     | Хрватска                        | 0                               |       |              |              |                               |                               |            |            |  |  |        |        |
|  | Јапан                               | Хрватска                        | 0                               | 1 (1) |              |              |                               |                               |            |            |  |  |        |        |
|  | Јапан                               | 9. децембар — Рајан (Едукејшн)  |                                 | 1 (1) |              |              |                               |                               |            |            |  |  |        |        |
|  | Хрватска (пен.)                     | 1 (3)                           |                                 |       |              |              |                               |                               |            |            |  |  |        |        |
|  | Хрватска (пен.)                     | 1 (3)                           | Хрватска (пен.)                 | 1 (4) |              |              |                               |                               |            |            |  |  |        |        |
|  | 5. децембар — Доха (974)            |                                 | Хрватска (пен.)                 | 1 (4) |              |              |                               |                               |            |            |  |  |        |        |
|  |                                     | Бразил                          | 1 (2)                           |       |              |              |                               |                               |            |            |  |  |        |        |
|  | Бразил                              | Бразил                          | 1 (2)                           | 4     |              |              |                               |                               |            |            |  |  |        |        |
|  | Бразил                              |                                 | 18. децембар — Лусаил           | 4     |              |              |                               |                               |            |            |  |  |        |        |
|  | Јужна Кореја                        | 1                               |                                 |       |              |              |                               |                               |            |            |  |  |        |        |
|  | Јужна Кореја                        | 1                               | Аргентина (пен.)                | 3 (4) |              |              |                               |                               |            |            |  |  |        |        |
|  | 4. децембар — Хор                   |                                 | Аргентина (пен.)                | 3 (4) |              |              |                               |                               |            |            |  |  |        |        |
|  |                                     | Француска                       | 3 (2)                           |       |              |              |                               |                               |            |            |  |  |        |        |
|  | Енглеска                            | Француска                       | 3 (2)                           | 3     |              |              |                               |                               |            |            |  |  |        |        |
|  | Енглеска                            | 10. децембар — Хор              |                                 | 3     |              |              |                               |                               |            |            |  |  |        |        |
|  | Сенегал                             | 0                               |                                 |       |              |              |                               |                               |            |            |  |  |        |        |
|  | Сенегал                             | 0                               | Енглеска                        | 1     |              |              |                               |                               |            |            |  |  |        |        |
|  | 4. децембар — Доха (Ел Тумама)      |                                 | Енглеска                        | 1     |              |              |                               |                               |            |            |  |  |        |        |
|  |                                     | Француска                       | 2                               |       |              |              |                               |                               |            |            |  |  |        |        |
|  | Француска                           | Француска                       | 2                               | 3     |              |              |                               |                               |            |            |  |  |        |        |
|  | Француска                           |                                 | 14. децембар — Хор              | 3     |              |              |                               |                               |            |            |  |  |        |        |
|  | Пољска                              | 1                               |                                 |       |              |              |                               |                               |            |            |  |  |        |        |
|  | Пољска                              | 1                               | Француска                       | 2     |              |              |                               |                               |            |            |  |  |        |        |
|  | 6. децембар — Рајан (Едукејшн)      |                                 | Француска                       | 2     |              |              |                               |                               |            |            |  |  |        |        |
|  |                                     | Мароко                          | 0                               |       | Треће место  | Треће место  |                               |                               |            |            |  |  |        |        |
|  | Мароко (пен.)                       | Мароко                          | 0                               | 0 (3) | Треће место  | Треће место  |                               |                               |            |            |  |  |        |        |
|  | Мароко (пен.)                       | 10. децембар — Доха (Ел Тумама) | 10. децембар — Доха (Ел Тумама) | 0 (3) |              |              | 17. децембар — Рајан (Халифа) | 17. децембар — Рајан (Халифа) |            |            |  |  |        |        |
|  | Шпанија                             | 10. децембар — Доха (Ел Тумама) | 10. децембар — Доха (Ел Тумама) | 0 (0) |              |              | 17. децембар — Рајан (Халифа) | 17. децембар — Рајан (Халифа) |            |            |  |  |        |        |
|  | Шпанија                             | Мароко                          | 1                               | 0 (0) | Хрватска     | 2            |                               |                               |            |            |  |  |        |        |
|  | 6. децембар — Лусаил                | Мароко                          | 1                               |       | Хрватска     | 2            |                               |                               |            |            |  |  |        |        |
|  |                                     | Португал                        | 0                               |       | Мароко       | 1            |                               |                               |            |            |  |  |        |        |
|  | Португал                            | Португал                        | 0                               | 6     | Мароко       | 1            |                               |                               |            |            |  |  |        |        |
|  | Португал                            |                                 |                                 | 6     |              |              |                               |                               |            |            |  |  |        |        |
|  | Швајцарска                          | 1                               |                                 |       |              |              |                               |                               |            |            |  |  |        |        |
|  | Швајцарска                          | 1                               |                                 |       |              |              |                               |                               |            |            |  |  |        |        |

### Осмина финала
| Холандија                           | 3 : 1  | Сједињене Државе |
| ----------------------------------- | ------ | ---------------- |
| Депај 10’ · Блинд 45’ · Дамфрис 81’ | Детаљи | Рајт 76’         |

| Аргентина              | 2 : 1  | Аустралија          |
| ---------------------- | ------ | ------------------- |
| Меси 35’ · Алварез 57’ | Детаљи | Фернандез 77’ (аг.) |

| Француска                   | 3 : 1  | Пољска                   |
| --------------------------- | ------ | ------------------------ |
| Жиру 44’ · Мбапе 74’, 90+1’ | Детаљи | Левандовски 90+9’ (пен.) |

| Енглеска                              | 3 : 0  | Сенегал |
| ------------------------------------- | ------ | ------- |
| Хендерсон 39’ · Кејн 45+3’ · Сака 57’ | Детаљи |         |

| Јапан                              | 1 : 1 (прод.) | Хрватска                             |
| ---------------------------------- | ------------- | ------------------------------------ |
| Маеда 43’                          | Детаљи        | Перишић 55’                          |
| Пенали                             |               |                                      |
| Минамино · Митома · Асано · Јошида | 1 : 3         | Влашић · Брозовић · Ливаја · Пашалић |

| Бразил                                                  | 4 : 1  | Јужна Кореја |
| ------------------------------------------------------- | ------ | ------------ |
| Винисијус 7’ · Нејмар 13’ · Ришарлизон 29’ · Пакета 36’ | Детаљи | Пек 76’      |

| Мароко                          | 0 : 0 (прод.) | Шпанија                |
| ------------------------------- | ------------- | ---------------------- |
|                                 | Детаљи        |                        |
| Пенали                          |               |                        |
| Сабири · Зијеш · Бенун · Хакими | 3 : 0         | Сарабија Солер Бускетс |

| Португал                                                  | 6 : 1  | Швајцарска |
| --------------------------------------------------------- | ------ | ---------- |
| Рамос 17’, 51’, 67’ · Пепе 33’ · Гереиро 55’ · Леао 90+2’ | Детаљи | Аканџи 58’ |

### Четвртфинале
| Хрватска                        | 1 : 1 (прод.) | Бразил                                |
| ------------------------------- | ------------- | ------------------------------------- |
| Петковић 117’                   | Детаљи        | Нејмар 105+1’                         |
| Пенали                          |               |                                       |
| Влашић · Мајер · Модрић · Оршић | 4 : 2         | Родриго · Каземиро · Педро · Маркињос |

| Холандија                                            | 2 : 2 (прод.) | Аргентина                                        |
| ---------------------------------------------------- | ------------- | ------------------------------------------------ |
| Вегхорст 83’, 90+11’                                 | Детаљи        | Молина 35’ · Меси 73’ (пен.)                     |
| Пенали                                               |               |                                                  |
| Ван Дајк · Берхојс · Копмајнерс · Вегхорст · Де Јонг | 3 : 4         | Меси · Паредес · Монтијел · Фернандез · Мартинез |

| Мароко        | 1 : 0  | Португал |
| ------------- | ------ | -------- |
| ен Несири 42’ | Детаљи |          |

| Енглеска        | 1 : 2  | Француска               |
| --------------- | ------ | ----------------------- |
| Кејн 54’ (пен.) | Детаљи | Тшуамени 17’ · Жиру 78’ |

### Полуфинале
| Аргентина                          | 3 : 0  | Хрватска |
| ---------------------------------- | ------ | -------- |
| Меси 34’ (пен.) · Алварез 39’, 69’ | Детаљи |          |

| Француска                    | 2 : 0  | Мароко |
| ---------------------------- | ------ | ------ |
| Ернандез 5’ · Коло Муани 79’ | Детаљи |        |

### За 3. место
| Хрватска                | 2 : 1  | Мароко  |
| ----------------------- | ------ | ------- |
| Гвардиол 7’ · Оршић 42’ | Детаљи | Дари 9’ |

### Финале
| Аргентина                             | 3 : 3 (прод.) | Француска                             |
| ------------------------------------- | ------------- | ------------------------------------- |
| Меси 23’ (пен.), 109’ · Ди Марија 36’ | Детаљи        | Мбапе 80’ (пен.), 81’, 118’ (пен.)    |
| Пенали                                |               |                                       |
| Меси · Дибала · Паредес · Монтијел    | 4 : 2         | Мбапе · Коман · Тшуамени · Коло Муани |

| Победник Светског првенства 2022. |
| Аргентина Трећа титула            |

## Статистике

### Најбољи стрелци
8 голова
| - Килијан Мбапе |

7 голова
| - Лионел Меси |

4 гола
| - Хулијан Алварез | - Оливије Жиру |  |

3 гола
| - Ришарлизон - Енер Валенсија - Букајо Сака | - Маркус Рашфорд - Гонсало Рамос | - Коди Гакпо - Алваро Мората |

2 гола
| - Нејмар - Кудус Мохамед - Хари Кејн - Мехди Тареми - Рицу Доан - Гју-Сунг Чо - Винсент Абубакар | - Јусеф ен Несири - Кај Хаверц - Никлас Филкруг - Роберт Левандовски - Бруно Фернандес - Рафаил Леао - Салем ел Давсари | - Александар Митровић - Хјорхјан Де Араскаета - Ваут Вегхорст - Андреј Крамарић - Брел Емболо - Феран Торес |

1 гол
| - Алексис Макалистер - Анхел Ди Марија - Енцо Фернандез - Науел Молина - Крејг Гудвин - Метју Леки - Мич Дјук - Миши Батшуаји - Винисијус - Каземиро - Лукас Пакета - Гарет Бејл - Андре Ају - Мохамед Салису - Осман Букари - Андреас Кристенсен - Мојзес Кајседо - Рахим Стерлинг - Фил Фоден - Џад Белингам - Џек Грилиш - Џордан Хендерсон - Рузбех Чешми - Рамин Разаејан - Ао Танака - Даизен Маеда - Такума Асано - Ким Јангвон - Сун-Хо Пек | - Хванг Хичан - Алфонсо Дејвис - Ерик Шупо-Мотинг - Жан-Шарл Кастелето - Мохамед Мунтари - Јелцин Техеда - Кејшер Фулер - Хуан Варгас - Абделхамид Сабири - Ашраф Дари - Закарија Абухлал - Хаким Зијех - Луиз Чавез - Хенри Мартин - Илкај Гундоган - Серж Гнабри - Пјотр Зјелињски - Жоао Феликс - Кристијано Роналдо - Пепе - Рафаел Гереиро - Рикардо Хорта - Салех ел Шехри - Кристијан Пулишић - Хаџи Рајт - Тимоти Веа - Булаје Дија - Исмаила Сар - Калиду Кулибали | - Фамара Ђиђу - Чејх Бамба Дијенг - Душан Влаховић - Сергеј Милинковић-Савић - Страхиња Павловић - Вахби Хазри - Адрјен Рабио - Орелијен Тшуамени - Рандал Коло Муани - Тео Ернандез - Дејви Класен - Дејли Блинд - Дензел Дамфрис - Мемфис Депај - Френки де Јонг - Бруно Петковић - Иван Перишић - Јошко Гвардиол - Ловро Мајер - Марко Ливаја - Мислав Оршић - Мануел Аканџи - Ремо Фројлер - Џердан Шаћири - Гави - Дани Олмо - Карлос Солер - Марко Асенсио |

Аутогол
| - Енцо Фернандез (против Аустралије) - Најеф Агуерд (против Канаде) |

### Награде
| Златна лопта            | Сребрна лопта           | Бронзана лопта          |
| ----------------------- | ----------------------- | ----------------------- |
| Лионел Меси             | Килијан Мбапе           | Лука Модрић             |
| Златна копачка          | Сребрна копачка         | Бронзана копачка        |
| Килијан Мбапе           | Лионел Меси             | Оливије Жиру            |
| 8 голова, 2 асистенције | 7 голова, 3 асистенције | 4 голова, 0 асистенција |
| Златна рукавица         |                         |                         |
| Емилијано Мартинез      |                         |                         |
| Најбољи млади играч     |                         |                         |
| Енцо Фернандез          |                         |                         |
| Награда за фер-плеј     |                         |                         |
| Енглеска                |                         |                         |

## Коначни пласман учесника
| Прво место Друго место Треће место Четврто место | Од 5. до 8. места Од 9. до 16. места Од 17. до 32. места |

| Поз                         | Тим               | Г | ИГ | П | Н | И | ГД | ГП | ГР | Бод. |
| --------------------------- | ----------------- | - | -- | - | - | - | -- | -- | -- | ---- |
| Финале                      |                   |   |    |   |   |   |    |    |    |      |
| 1                           | Аргентина         | Ц | 7  | 4 | 2 | 1 | 15 | 8  | +7 | 14   |
| 2                           | Француска         | Д | 7  | 5 | 1 | 1 | 17 | 8  | +9 | 16   |
| Елиминисани у полуфиналу    |                   |   |    |   |   |   |    |    |    |      |
| 3                           | Хрватска          | Ф | 7  | 2 | 4 | 1 | 8  | 7  | +1 | 10   |
| 4                           | Мароко            | Ф | 7  | 3 | 2 | 2 | 6  | 5  | +1 | 11   |
| Елиминисани у четвртфиналу  |                   |   |    |   |   |   |    |    |    |      |
| 5                           | Холандија         | А | 5  | 3 | 2 | 0 | 10 | 4  | +6 | 11   |
| 6                           | Енглеска          | Б | 5  | 3 | 1 | 1 | 13 | 4  | +9 | 10   |
| 7                           | Бразил            | Г | 5  | 3 | 1 | 1 | 8  | 3  | +5 | 10   |
| 8                           | Португал          | Х | 5  | 3 | 0 | 2 | 12 | 4  | +8 | 9    |
| Елиминисани у осмини финала |                   |   |    |   |   |   |    |    |    |      |
| 9                           | Јапан             | Е | 4  | 2 | 1 | 1 | 5  | 4  | +1 | 7    |
| 10                          | Сенегал           | А | 4  | 2 | 0 | 2 | 5  | 7  | −2 | 6    |
| 11                          | Аустралија        | Д | 4  | 2 | 0 | 2 | 4  | 6  | −2 | 6    |
| 12                          | Швајцарска        | Г | 4  | 2 | 0 | 2 | 5  | 9  | −4 | 6    |
| 13                          | Шпанија           | Е | 4  | 1 | 2 | 1 | 9  | 3  | +6 | 5    |
| 14                          | Сједињене Државе  | Б | 4  | 1 | 2 | 1 | 3  | 4  | −1 | 5    |
| 15                          | Пољска            | Ц | 4  | 1 | 1 | 2 | 3  | 5  | −2 | 4    |
| 16                          | Јужна Кореја      | Х | 4  | 1 | 1 | 2 | 5  | 8  | −3 | 4    |
| Елиминисани у групној фази  |                   |   |    |   |   |   |    |    |    |      |
| 17                          | Немачка           | Е | 3  | 1 | 1 | 1 | 6  | 5  | +1 | 4    |
| 18                          | Еквадор           | А | 3  | 1 | 1 | 1 | 4  | 3  | +1 | 4    |
| 19                          | Камерун           | Г | 3  | 1 | 1 | 1 | 4  | 4  | 0  | 4    |
| 20                          | Уругвај           | Х | 3  | 1 | 1 | 1 | 2  | 2  | 0  | 4    |
| 21                          | Тунис             | Д | 3  | 1 | 1 | 1 | 1  | 1  | 0  | 4    |
| 22                          | Мексико           | Ц | 3  | 1 | 1 | 1 | 2  | 3  | −1 | 4    |
| 23                          | Белгија           | Ф | 3  | 1 | 1 | 1 | 1  | 2  | −1 | 4    |
| 24                          | Гана              | Х | 3  | 1 | 0 | 2 | 5  | 7  | −2 | 3    |
| 25                          | Саудијска Арабија | Ц | 3  | 1 | 0 | 2 | 3  | 5  | −2 | 3    |
| 26                          | Иран              | Б | 3  | 1 | 0 | 2 | 4  | 7  | −3 | 3    |
| 27                          | Костарика         | Е | 3  | 1 | 0 | 2 | 3  | 11 | −8 | 3    |
| 28                          | Данска            | Д | 3  | 0 | 1 | 2 | 1  | 3  | −2 | 1    |
| 29                          | Србија            | Г | 3  | 0 | 1 | 2 | 5  | 8  | −3 | 1    |
| 30                          | Велс              | Б | 3  | 0 | 1 | 2 | 1  | 6  | −5 | 1    |
| 31                          | Канада            | Ф | 3  | 0 | 0 | 3 | 2  | 7  | −5 | 0    |
| 32                          | Катар             | А | 3  | 0 | 0 | 3 | 1  | 7  | −6 | 0    |

## Симболи првенства

### Лого и слоган
Званични лого је представљен 3. септембра 2019. године током разних свечаности у Доха кули, Катара културном сеоском амфитеатру, центру града Дохе и у рушевинама тврђаве Зубарах. Лого осликава трофеј првенства, знак бесконачности, као и број 8 алудирајући на осам стадиона где ће се првенство играти.

### Маскота
Маскота је представљена 1. априла 2022. године, током финалног жреба за првенство. Представља лебдећу кефију, традиционалну ношњу у Катару, са очима. „Лаиб” на арапском значи „врло вешт играч”.

### Званична лопта
Званична лопта за првенство је представљена 30. марта 2022. године и носи назив „Ел рихла“, што на арапском значи „путовање”. Она је 14. по реду лопта дизајнирана од стране компаније Adidas, која дизајнира лопте за свако првенство од Светског првенства 1970. Дизајнирана је користећи податке и ригорозно тестирање у Адидасовим лабораторијама, у ветровитим тунелима и на терену од стране разних фудбалера.

### Спонзори
| Фифини партнери                                                                       | Спонзори Светског првенства                                                                | Партнери из Африке и са Блиског истока                        | Партнери из Азије | Партнери из Европе                                     | Партнери из Северне Америке                                 | Партнери из Јужне Америке                 |
| ------------------------------------------------------------------------------------- | ------------------------------------------------------------------------------------------ | ------------------------------------------------------------- | ----------------- | ------------------------------------------------------ | ----------------------------------------------------------- | ----------------------------------------- |
| - Adidas - Coca-Cola - Hyundai–Kia - Qatar Airways - QatarEnergy - Visa - Wanda Group | - Anheuser-Busch InBev - Byju's - Crypto.com - Hisense - McDonald's - Mengniu Dairy - Vivo | - Fine Hygienic Holding - GWC Logistics - Ooredoo - QNB Group | - Boss - Yadea    | - Betano - Globant - Saudi Tourism Authority - Youtube | - Algorand - Frito-Lay - The Look Company - Visit Las Vegas | - Claro - Inter Rapidísimo - Nubank - UPL |